# Стевиозид

Химическая формула стевиозида

Сте́виозид — гликозид из экстракта растений рода Стевия (лат. Stevia). Выделен в 1931 году французскими химиками М. Бриделем и Р. Лавьеем.

## Применение
Стевиозид зарегистрирован в пищевой промышленности в качестве пищевой добавки E960 как подсластитель. Стевиозид приблизительно в 300 раз слаще сахарозы.
Стевиозид не превращается в глюкозу в организме, и потому подходит в качестве подсластителя людям с диабетом.
Ранние медицинские исследования показали хорошие результаты использования экстракта стевии для лечения ожирения и гипертонии.
Однако метаанализ показывает отсутствие этой корреляции.
Ранее высказывались опасения, что стевиозид может являться мутагеном, в связи с чем в течение некоторого времени существовали ограничения на его продажу в странах Евросоюза, Гонконге и Макао. Исследования, проводившиеся ВОЗ, не подтвердили мутагенности стевиозида.